# 산천어
산천어(山川魚, Oncorhynchus masou masou 또는 영어: masu salmon)는 연어과에 속하는 민물고기로, 송어가 바다에 내려가지 않고 강에 남아서 성장한 송어의 육봉형(바닷물고기가 민물고기로 성장하는 형태)이다.

## 특징
몸길이 약 40cm로 등이 검푸르며 측면에 검은 반점이 있다. 수온이 2-18°C 정도로 여름에도 20°C 이상 올라가지 않는 맑은 물에서 산다. 산란기는 9-10월로 강 상류의 수심 30-60cm의 모래와 자갈이 깔린 곳에 암수가 산란장을 파고 알을 낳아 정자를 뿌린 뒤 자갈과 모래로 알을 덮는데, 이와 같은 습성은 연어와 매우 비슷하다. 수정된 알은 8°C에서 2-3개월 만에 부화하고 다음해 4-5월에 산의 눈이 녹을 무렵 알에서 깬 어린 산천어는 모래와 자갈을 헤치고 나오며, 물에 떠내려오는 곤충의 유충을 먹고 자란다. 

## 서식
가을 · 겨울에는 깊지 않은 계곡이나 강 웅덩이에서 수생곤충이나 갑각류를 잡아먹고 여름에는 수온이 18°C 이하이고 물 흐름이 있는 곳을 찾아서 이동하여 다소 깊은 웅덩이 또는 바위 그늘이 있는 모래나 자갈 바닥에서 사는데, 이 시기에는 식욕이 왕성해져서 부화하여 날아가는 잠자리를 비롯하여 벌·나비 등을 물 위로 뛰어올라 잡아먹기도 한다. 맛이 좋아 낚시꾼들에게 인기가 높다. 한반도, 일본 열도, 타이완, 사할린, 캄차카 등지에 분포한다.

## 같이 보기
- 얼음나라 화천 산천어 축제

## 참고 문헌
- 이 문서에는 다음커뮤니케이션(현 카카오)에서 GFDL 또는 CC-SA 라이선스로 배포한 글로벌 세계대백과사전의 내용을 기초로 작성된 글이 포함되어 있습니다.